# ドゥルー・ハインツ
ドゥルー・ハインツ（Drue Heinz, DBE、1915年3月8日 - 2018年3月30日）は、イギリス出身のアメリカ合衆国の慈善家であり、文学者のパトロンである 。1993年から2007年まで文芸誌『パリ・レビュー』の発行人を務め、エコー・プレス社を共同で設立し、文学者のための静養所を設け、ドリュー・ハインツ文学賞のための寄付を行った。食品メーカー・ハインツの3代目社長ジャック・ハインツの妻である。

## 生涯
イングランドのノーフォークで1915年3月8日に生まれた。出生時の名前はドゥリーン・メアリー・イングリッシュ(Doreen Mary English)で、ドゥルー(Drue)はその愛称である。父パトリック・ハリー・イングリッシュ(Patrick Harry English)は陸軍士官だった。
ドゥルー・ハインツは生涯に3度結婚している。最初の夫はジョン・マッケンジー・ロバートソン(John Mackenzie Robertson)で、ロバートソンとの間には娘のウェンディ・マッケンジー(Wendy Mackenzie)がいる。2番目の夫はデイル・ウィルフォード・マー(Dale Wilford Maher)で、初代在ヨハネスブルグアメリカ公使である。1946年に結婚し、娘のマリーゴールド・ランドール(Marigold Randall)をもうけたが、マーは1948年に南アフリカで死去した。
1950年、『プリーズ・ビリーヴ・ミー 』（Please Believe Me、デボラ・カー主演）、『三人の帰宅』(Three Came Home)、『総攻撃』(Breakthrough)の3本の映画に「ドゥルー・マロリー」(Drue Mallory)の名前で出演した。
1953年、3番目の夫となるヘンリー・ジョン・ハインツ2世（ジャック・ハインツ）と結婚した。ジャック・ハインツは食品メーカー・ハインツの3代目社長であり、ハインツ家の莫大な財産を相続していた。ジャック・ハインツは2度目の結婚であり、前妻との間の子供に、後に上院議員となるジョン・ハインツがいる。
ハインツ夫妻はピッツバーグのセウィクリー・ハイツに「グッドウッド」(Goodwood)と呼ばれる家を持ち、ニューヨークのアッパー・イースト・サイドにもアパートを保有し、フロリダ州ホープ・サウンドには避寒のための別荘を持っていた。イギリスでは、バークシャー州ウィンクフィールドにある18世紀に建てられた邸宅「アスコットプレイス」を保有していた。ドゥルー・ハインツは多くの家を購入し、修復して作家のための静養所としていた。ドゥルー・ハインツはスコットランド・エディンバラ郊外にある中世の城、ホーソーンデン城を購入して、作家のための住居や仕事場として開放した。イタリアのコモ湖畔のグリアンテにある家、ヴィラ・マレジ(Villa Maresi)を購入し、ドゥルー・ハインツはこれを「カーサ・エコー」(Casa Ecco)と名付けて作家のために開放した。エコー・プレスの創設者のダニエル・ハルパーンによれば、ドゥルー・ハインツはトム・ウルフ、ノーマン・メイラー、アンディ・ウォーホル、ハロルド・ピンター、アントニア・フレーザーと非常に仲が良かった。
ジョン・ハインツの妻のテレイザ・ハインツは、義母ドゥルー・ハインツについて「ドゥルーは人前に出たがらない人でしたが、彼女は生涯で素晴らしい人達と知り合いました。彼女は賢く、情熱的で、芸術や文学、特に詩に強い関心を持っていました」と述べている。出版社ファラー・ストラウス&ジルーの社長のジョナサン・ガラッシは、ドゥルー・ハインツについて次のように述べている。
ドゥルー・ハインツは、現代の文学界における偉大な慈善家です。ドゥルー・ハインツが創設または支援した組織として、アメリカではドゥルー・ハインツ文学賞、『アンタイオス』、エコー・プレス社、『パリ・レビュー』があり、イギリスではホーソーンデン賞やホーソーンデン城などがあります。これらは、彼女の長期に渡る真剣な献身を示すものです。しかし、彼女の気前の良さがここまで影響力を持つようになったのは、彼女の個人的な関与、J・ラフリン、ジョージ・プリンプトン、数多くの作家や編集者との長い友情によるものです。
ドゥルー・ハインツは2018年3月30日、スコットランド・ミッドロージアン・ラスウェイドにあるホーソーンデン城において103歳で死去した。

## 慈善活動と文学界のキャリア
1971年、友人ジェームズ・ラフリンから勧められて、出版社エコー・プレスを共同で設立した。同社は、1970年に創刊した文芸誌『アンタイオス』の刊行を1994年の廃刊まで行っていたほか、多くの絶版書を復刊し、アメリカにおける代表的な詩に関する出版社となった。
ハインツは、1980年にピッツバーグ大学が創設した短編小説のための賞の支援を行った。1995年には100万ドルを寄贈し、この賞はドゥルー・ハインツ文学賞と呼ばれるようになった。ピッツバーグ大学出版局は、この賞の受賞作を短編集として出版している。編集者のエド・オチェスターによれば、短編集の出版や賞のプロモーションは、ハインツが寄贈した基金の利子から賄われ、毎年拠出する額は利子の額よりも少ないため、基金の額は増加し続けているという。また、ハインツはイギリスの文学賞であるホーソーンデン賞のための寄付も行っている。
ハインツは文芸誌『パリ・レビュー』を創刊したジョージ・プリンプトンの親友であり、1953年の同誌の創刊を支援し、長年に渡り資金を援助した。1993年から2007年まではその発行人を務めた。1999年に同誌のアーカイブがモルガン・ライブラリーに売却されたが、その購入金額の85万ドルはハインツが負担した。
1970年、ピッツバーグにある閉鎖された映画館を購入し、修復してハインツ・ホールとして開場させた。この劇場は、後にピッツバーグの文教地区の中核施設となった。1990年、ハインツがカーネギー研究所に寄贈した1千万ドルにより、カーネギー美術館に併設してハインツ建築センターが設立された。ハインツは、ロンドンのテート・ギャラリーや王立英国建築家協会にも支援を行っている。『リンカーン・センター・シアター・レビュー』の発行は、ハインツが運営する財団からの支援により行われている。
ハインツは、ロイヤルオーク財団の名誉会長を務め、ドゥルー・ハインツ・レクチャーに資金を提供した。2002年、オックスフォード大学のセント・ジョンズ・カレッジとロサーミア・アメリカ研究所が共同で設立した講座に、ハインツの寄付によりドゥルー・ハインツ・アメリカ文学教授職が設置された。ハインツは、ピッツバーグの芸術団体、ピッツバーグ・アート&レクチャーや国立デザイン博物館が主催するイベントの後援をした。また、メトロポリタン美術館、カーネギー美術館、マクダウェルコロニー、モルガン・ライブラリー、ローマ・アメリカン・アカデミーの理事や、ニューヨーク近代美術館の国際評議会の委員を務めた。1973年にハワード・ハインツ財団（現 ハインツ財団）の理事、1994年に名誉理事に就任した。
ドゥルー・ハインツが保有する財産の総額は、財産を管理するドゥルー・ハインツ信託財団の2015年の納税申告によると3600万ドルである。

## 賞と栄誉
ハインツは1995年7月に大英帝国勲章デイム・コマンダーを受章した。2002年、イギリスの王立文学協会の名誉フェローに選出された。